# Incidente dell'Antonov An-72 dell'Aeronautica militare kazaka del 2012
Il 25 dicembre 2012, un aereo da trasporto militare Antonov An-72 delle forze armate kazake precipitò a circa 20 km dalla città di Shymkent, in Kazakistan, dove l'aereo si stava preparando ad atterrare. Tutte le 27 persone a bordo morirono nell'incidente.

## L'incidente
L'aereo era in volo dalla capitale del Kazakistan Astana a Shymkent e trasportava sette membri dell'equipaggio e 20 membri della pattuglia di frontiera kazaka, tra cui il suo capo, il direttore ad interim del Servizio di Guardia di Frontiera del Kazakistan, colonnello Turganbek Stambekov.
L'incidente avvenne intorno alle 19:00 ora locale (13:00 UTC), mentre l'aereo stava scendendo per atterrare. Secondo i media locali, il velivolo stava volando a un'altitudine di circa 2 600 piedi (790 m), quando si schiantò improvvisamente al suolo. Le squadre di soccorso vennero inviate da Shymkent. Tuttavia, il capo del dipartimento locale dei servizi di emergenza dichiarò che l'aereo era stato distrutto dal fuoco. Il Comitato per la sicurezza nazionale del Kazakistan rilasciò una dichiarazione in cui confermava che tutte le 27 persone a bordo erano morte nell'incidente, e affermava che era stata avviata un'indagine.

## Le indagini
La commissione d'inchiesta scoprì che l'incidente era stato causato da un guasto all'autopilota e al radioaltimetro, unito alla scarsa visibilità e al fatto che il pilota non aveva seguito le istruzioni per l'uso dell'altimetro barometrico.